# فرودگاه آبی پلیکان نروز
فرودگاه آبی پلیکان نروز (به انگلیسی: Pelican Narrows Water Aerodrome) یک فرودگاه همگانی است که یک باند فرود آب دارد. این فرودگاه در کشور کانادا قرار دارد و در ارتفاع ۳۱۴ متری از سطح دریا واقع شده است.